# Arsamosata
Arsamosata (in armeno Արշամշատ?, Aršamšat; in greco antico: Ἀρσαμόσατα) è stata una città del regno di Sofene.
L'identificazione della città è ancora incerta: Thomas Alexander Sinclair l'ha localizzata nel bacino idrico della diga di Keban, nella provincia di Elâzığ, anche se essa viene comunemente identificata con la città di Harput.

## Storia
La città fu fondata dal re di Sofene Arsame I nel III secolo a.C. tra i fiumi Tigri ed Eufrate, e divenne capitale del regno. La prima testimonianza scritta è dello storico greco antico Polibio che la colloca nell'Armenia occidentale (provincia di Sofene) e che le dà il nome di Armosata. Plinio il Vecchio la cita tra le più importanti città dell'Armenia ed essa appare anche negli scritti di Tacito e Tolomeo.